# Pseudohomalenotus bicornutus
Genre
Espèce
Pseudohomalenotus bicornutus, unique représentant du genre Pseudohomalenotus, est une espèce d'opilions eupnois de la famille des Sclerosomatidae.

## Distribution
Cette espèce est endémique du Gilgit-Baltistan au Pakistan. Elle se rencontre au Karakoram

## Description
Le mâle syntype mesure 3,5 mm et la femelle syntype 3,5 mm.

## Publication originale
- Caporiacco, 1935 : « Aracnidi dell' Himalaia e del Karakoram raccolti della Missione Italiana al Karakoram. » Memorie della Società Entomologica Italiana, vol. 13, no 2, p. 161–263.